# Diamantino Prata de Carvalho
Diamantino Prata de Carvalho OFM (* 20. November 1940 in Manteigas, Região Centro, Portugal) ist ein portugiesischer Ordensgeistlicher und emeritierter römisch-katholischer Bischof von Campanha.

## Leben
Diamantino Prata de Carvalho trat der Ordensgemeinschaft der Franziskaner (OFM) bei und empfing am 10. Dezember 1972 die Priesterweihe.
Papst Johannes Paul II. ernannte ihn am 25. März 1998 zum Bischof von Campanha. Die Bischofsweihe spendete ihm der Erzbischof von Belo Horizonte, Serafím Kardinal Fernandes de Araújo, am 2. Mai desselben Jahres; Mitkonsekratoren waren Albino Mamede Cleto, Koadjutorbischof von Coimbra, und Luís Flávio Cappio OFM, Bischof von Barra. Als Wahlspruch wählte er SERVIRE IN LÆTITIA.
Papst Franziskus nahm am 25. November 2015 seinen altersbedingten Rücktritt an.